# Plouigneau

Plouigneau este o comună în departamentul Finistère, Franța. În 1 ianuarie 2022 avea o populație de 5.039 de locuitori.